# Freestyle ai XXII Giochi olimpici invernali - Gobbe femminile
La gara di gobbe femminile di freestyle dei XXII Giochi olimpici invernali di Soči si svolge al Roza Chutor Extreme Park di Krasnaja Poljana. La prima fase delle qualificazioni si è svolta il 6 febbraio, mentre la seconda fase delle qualificazioni e la finale si sono svolte l'8 febbraio.
Campionessa olimpica e mondiale in carica è la statunitense Hannah Kearney che però si è arrivata terza. A vincere è stata la canadese Justine Dufour-Lapointe seguita dalla connazionale Chloé Dufour-Lapointe.

## Programma
Gli orari sono in UTC+4.
| Giorno     | Ora   | Turno            |
| ---------- | ----- | ---------------- |
| 6 febbraio | 18:00 | Qualificazione 1 |
| 8 febbraio | 18:00 | Qualificazione 2 |
| 8 febbraio | 22:00 | Finale 1         |
| 8 febbraio | 22:35 | Finale 2         |
| 8 febbraio | 23:10 | Finale 3         |

## Risultati

### Qualificazioni
Le prime 10 classificate del primo turno di qualificazione sono ammesse direttamente alla finale. Le altre concorrenti sono ammesse al secondo turno di qualificazione.

#### Primo turno
QF — Qualificata per la finale
DNF — Ritirata
DNS — Non partita
| Pos. | #  | Atleta                  | Nazione       | Tempo | Punteggio | Punteggio | Punteggio | Totale | Note |
| Pos. | #  | Atleta                  | Nazione       | Tempo | Curve     | Salti     | Tempo     | Totale | Note |
| ---- | -- | ----------------------- | ------------- | ----- | --------- | --------- | --------- | ------ | ---- |
| 1    | 1  | Hannah Kearney          | Stati Uniti   | 30"14 | 12,6      | 4,46      | 5,99      | 23,05  | QF   |
| 2    | 3  | Chloé Dufour-Lapointe   | Canada        | 30"80 | 12,3      | 4,62      | 5,72      | 22,64  | QF   |
| 3    | 2  | Justine Dufour-Lapointe | Canada        | 32"02 | 12,3      | 4,74      | 5,24      | 22,28  | QF   |
| 4    | 7  | Eliza Outtrim           | Stati Uniti   | 30"79 | 11,1      | 4,68      | 5,73      | 21,51  | QF   |
| 5    | 18 | Perrine Laffont         | Francia       | 31"92 | 11,2      | 4,86      | 5,28      | 21,34  | QF   |
| 6    | 6  | Yulïya Galışeva         | Kazakistan    | 30"89 | 10,4      | 5,08      | 5,69      | 21,17  | QF   |
| 7    | 12 | Aiko Uemura             | Giappone      | 30"74 | 10,7      | 4,56      | 5,75      | 21,01  | QF   |
| 8    | 5  | Maxime Dufour-Lapointe  | Canada        | 31"22 | 11,3      | 4,02      | 5,56      | 20,88  | QF   |
| 9    | 30 | Audrey Robichaud        | Canada        | 33"55 | 11,0      | 4,98      | 4,63      | 20,61  | QF   |
| 10   | 15 | Regina Rachimova        | Russia        | 31"02 | 10,4      | 4,44      | 5,64      | 20,48  | QF   |
| 11   | 13 | Nikola Sudová           | Rep. Ceca     | 31"30 | 10,9      | 3,96      | 5,52      | 20,38  |      |
| 12   | 8  | Britteny Cox            | Australia     | 31"74 | 10,4      | 4,44      | 5,35      | 20,19  |      |
| 13   | 16 | Deborah Scanzio         | Italia        | 30"56 | 9,7       | 4,50      | 5,82      | 20,02  |      |
| 14   | 10 | Heather McPhie          | Stati Uniti   | 31"65 | 10,3      | 4,23      | 5,39      | 19,92  |      |
| 15   | 14 | Junko Hoshino           | Giappone      | 30"95 | 9,5       | 4,56      | 5,66      | 19,72  |      |
| 16   | 28 | Taylah O'Neill          | Australia     | 33"14 | 10,0      | 3,78      | 4,79      | 18,57  |      |
| 17   | 21 | Nicole Parks            | Australia     | 31"45 | 9,0       | 4,02      | 5,47      | 18,49  |      |
| 18   | 34 | Elena Muratova          | Russia        | 31"65 | 9,2       | 3,36      | 5,39      | 17,95  |      |
| 19   | 23 | Marika Pertachija       | Russia        | 29"64 | 7,5       | 3,84      | 6,19      | 17,53  |      |
| 20   | 33 | Tereza Vaculíková       | Rep. Ceca     | 34"03 | 9,3       | 3,72      | 4,44      | 17,46  |      |
| 21   | 31 | Ning Qin                | Cina          | 32"10 | 7,5       | 4,12      | 5,21      | 16,83  |      |
| 22   | 24 | Arisa Murata            | Giappone      | 31"33 | 7,0       | 4,18      | 5,51      | 16,69  |      |
| 23   | 27 | Dar’ya Rıbalova         | Kazakistan    | 33"34 | 8,7       | 2,83      | 4,71      | 16,24  |      |
| 24   | 32 | Seo Jee-Won             | Corea del Sud | 33"49 | 8,9       | 2,40      | 4,65      | 15,95  |      |
| 25   | 19 | Ekaterina Stoljarova    | Russia        | 38"78 | 3,5       | 2,4       | 2,54      | 8,44   |      |
| 26   | 22 | Laura Grasemann         | Germania      | 37"72 | 0,3       | 3,54      | 2,97      | 6,81   |      |
| —    | 26 | Hedvig Wessel           | Norvegia      | DNF   | DNF       | DNF       | DNF       | DNF    |      |
| —    | 4  | Heidi Kloser            | Stati Uniti   | DNS   | DNS       | DNS       | DNS       | DNS    |      |
| —    | 29 | Seo Jung-Hwa            | Corea del Sud | DNS   | DNS       | DNS       | DNS       | DNS    |      |
| —    | 35 | Miki Itō                | Giappone      | DNS   | DNS       | DNS       | DNS       | DNS    |      |

#### Secondo turno
Q — Qualificata per la finale
DNF — Ritirata
DNS — Non partita
| Pos. | #  | Atleta               | Nazione       | Tempo | Punteggio | Punteggio | Punteggio | Totale | Note |
| Pos. | #  | Atleta               | Nazione       | Tempo | Curve     | Salti     | Tempo     | Totale | Note |
| ---- | -- | -------------------- | ------------- | ----- | --------- | --------- | --------- | ------ | ---- |
| 1    | 19 | Ekaterina Stoljarova | Russia        | 31"97 | 10,9      | 5,16      | 5,26      | 21,32  | QF   |
| 2    | 16 | Deborah Scanzio      | Italia        | 31"04 | 11,0      | 4,38      | 5,63      | 21,01  | QF   |
| 3    | 13 | Nikola Sudová        | Rep. Ceca     | 31"48 | 11,5      | 3,48      | 5,45      | 20,43  | QF   |
| 4    | 8  | Britteny Cox         | Australia     | 31"48 | 10,1      | 4,38      | 5,45      | 19,93  | QF   |
| 5    | 24 | Arisa Murata         | Giappone      | 32"65 | 9,7       | 4,69      | 4,99      | 19,38  | QF   |
| 6    | 10 | Heather McPhie       | Stati Uniti   | 31"21 | 9,7       | 3,59      | 5,56      | 18,85  | QF   |
| 7    | 28 | Taylah O'Neill       | Australia     | 33"39 | 9,4       | 3,72      | 4,69      | 17,81  | QF   |
| 8    | 21 | Nicole Parks         | Australia     | 32"65 | 8,7       | 4,08      | 4,99      | 17,77  | QF   |
| 9    | 31 | Ning Qin             | Cina          | 31"60 | 8,8       | 3,54      | 5,41      | 17,75  | QF   |
| 10   | 23 | Marika Pertachija    | Russia        | 31"10 | 7,8       | 3,54      | 5,60      | 16,94  | QF   |
| 11   | 34 | Elena Muratova       | Russia        | 33"36 | 9,3       | 2,64      | 4,70      | 16,64  |      |
| 12   | 22 | Laura Grasemann      | Germania      | 33"46 | 7,3       | 3,80      | 4,66      | 15,76  |      |
| 13   | 32 | Seo Jee-Won          | Corea del Sud | 33"02 | 7,8       | 2,76      | 4,84      | 15,40  |      |
| 14   | 29 | Seo Jung-Hwa         | Corea del Sud | 33"56 | 6,6       | 2,94      | 4,62      | 14,16  |      |
| 15   | 14 | Junko Hoshino        | Giappone      | 32"37 | 1,4       | 3,12      | 5,10      | 9,62   |      |
| 16   | 26 | Hedvig Wessel        | Norvegia      | 36,47 | 1,0       | 1,74      | 3,47      | 6,21   |      |
|      | 33 | Tereza Vaculíková    | Rep. Ceca     | DNF   | DNF       | DNF       | DNF       | DNF    |      |
|      | 27 | Dar’ya Rıbalova      | Kazakistan    | DNS   | DNS       | DNS       | DNS       | DNS    |      |
|      | 4  | Heidi Kloser         | Stati Uniti   | DNS   | DNS       | DNS       | DNS       | DNS    |      |
|      | 35 | Miki Itō             | Giappone      | DNS   | DNS       | DNS       | DNS       | DNS    |      |

### Finale

#### Primo turno
Q — Qualificata per il secondo turno
DNF — Ritirata
DNS — Non partita
| Pos. | #  | Atleta                  | Nazione     | Tempo | Punteggio | Punteggio | Punteggio | Totale | Note |
| Pos. | #  | Atleta                  | Nazione     | Tempo | Curve     | Salti     | Tempo     | Totale | Note |
| ---- | -- | ----------------------- | ----------- | ----- | --------- | --------- | --------- | ------ | ---- |
| 1    | 13 | Nikola Sudová           | Rep. Ceca   | 30"76 | 12,0      | 4,08      | 5,74      | 21,82  | Q    |
| 2    | 7  | Eliza Outtrim           | Stati Uniti | 31"70 | 11,7      | 4,74      | 5,37      | 21,81  | Q    |
| 3    | 3  | Chloé Dufour-Lapointe   | Canada      | 31"90 | 12,1      | 4,26      | 5,29      | 21,65  | Q    |
| 4    | 2  | Justine Dufour-Lapointe | Canada      | 31"82 | 11,3      | 4,92      | 5,32      | 21,54  | Q    |
| 5    | 6  | Yulïya Galışeva         | Kazakistan  | 30"73 | 10,8      | 4,71      | 5,75      | 21,26  | Q    |
| 6    | 15 | Regina Rachimova        | Russia      | 31"84 | 10,9      | 4,98      | 5,31      | 21,19  | Q    |
| 7    | 1  | Hannah Kearney          | Stati Uniti | 31"54 | 11,6      | 3,92      | 5,43      | 20,95  | Q    |
| 8    | 8  | Britteny Cox            | Australia   | 30"87 | 10,2      | 4,98      | 5,70      | 20,88  | Q    |
| 9    | 22 | Aiko Uemura             | Giappone    | 30"68 | 10,4      | 4,26      | 5,77      | 20,43  | Q    |
| 10   | 10 | Audrey Robichaud        | Canada      | 33"20 | 10,9      | 4,74      | 4,77      | 20,41  | Q    |
| 11   | 5  | Maxime Dufour-Lapointe  | Canada      | 31"90 | 10,9      | 4,14      | 5,29      | 20,33  | Q    |
| 12   | 16 | Deborah Scanzio         | Italia      | 29"94 | 9,8       | 4,25      | 6,07      | 20,12  | Q    |
| 13   | 10 | Heather McPhie          | Stati Uniti | 30"24 | 10,0      | 4,10      | 5,95      | 20,05  |      |
| 14   | 18 | Perrine Laffont         | Francia     | 32"82 | 10,2      | 3,66      | 4,92      | 18,78  |      |
| 15   | 21 | Nicole Parks            | Australia   | 32"05 | 9,3       | 3,84      | 5,23      | 18,37  |      |
| 16   | 28 | Taylah O'Neill          | Australia   | 33"03 | 9,8       | 3,54      | 4,84      | 18,18  |      |
| 17   | 23 | Marika Pertachija       | Russia      | 31"11 | 8,5       | 3,48      | 5,60      | 17,58  |      |
| 18   | 31 | Ning Qin                | Cina        | 32"04 | 7,8       | 4,23      | 5,23      | 17,26  |      |
| 19   | 19 | Ekaterina Stoljarova    | Russia      | 34"85 | 4,0       | 2,88      | 4,11      | 10,99  |      |
|      | 24 | Arisa Murata            | Giappone    | DNS   | DNS       | DNS       | DNS       | DNS    |      |

Ekaterina Stoljarova è caduta dopo il secondo salto, ma è riuscita a completare il percorso ed è stata classificata all'ultimo posto.

#### Secondo turno
Q — Qualificata per il terzo turno
DNF — Ritirata
DNS — Non partita
| Pos. | #  | Atleta                  | Nazione     | Tempo | Punteggio | Punteggio | Punteggio | Totale | Note |
| Pos. | #  | Atleta                  | Nazione     | Tempo | Curve     | Salti     | Tempo     | Totale | Note |
| ---- | -- | ----------------------- | ----------- | ----- | --------- | --------- | --------- | ------ | ---- |
| 1    | 1  | Hannah Kearney          | Stati Uniti | 31"18 | 11,3      | 5,06      | 5,57      | 21,93  | Q    |
| 2    | 3  | Chloé Dufour-Lapointe   | Canada      | 31"97 | 12,0      | 4,44      | 5,26      | 21,70  | Q    |
| 3    | 2  | Justine Dufour-Lapointe | Canada      | 31"96 | 11,7      | 4,68      | 5,26      | 21,64  | Q    |
| 4    | 8  | Britteny Cox            | Australia   | 30"73 | 10,8      | 5,04      | 5,75      | 21,59  | Q    |
| 5    | 7  | Eliza Outtrim           | Stati Uniti | 31"90 | 11,2      | 5,04      | 5,29      | 21,53  | Q    |
| 6    | 22 | Aiko Uemura             | Giappone    | 31"19 | 10,9      | 4,68      | 5,57      | 21,15  | Q    |
| 7    | 6  | Yulïya Galışeva         | Kazakistan  | 30"52 | 10,8      | 4,48      | 5,84      | 21,12  |      |
| 8    | 15 | Regina Rachimova        | Russia      | 31"89 | 11,1      | 4,68      | 5,29      | 21,07  |      |
| 9    | 13 | Nikola Sudová           | Rep. Ceca   | 32"09 | 11,8      | 3,96      | 5,21      | 20,97  |      |
| 10   | 10 | Audrey Robichaud        | Canada      | 33"50 | 10,9      | 4,80      | 4,65      | 20,35  |      |
| 11   | 16 | Deborah Scanzio         | Italia      | 29"59 | 9,6       | 4,26      | 6,21      | 20,07  |      |
| 12   | 6  | Maxime Dufour-Lapointe  | Canada      | 31"25 | 9,8       | 3,30      | 5,54      | 18,64  |      |

#### Terzo turno
| Pos.    | #  | Atleta                  | Nazione     | Tempo | Punteggio | Punteggio | Punteggio | Totale |
| Pos.    | #  | Atleta                  | Nazione     | Tempo | Curve     | Salti     | Tempo     | Totale |
| ------- | -- | ----------------------- | ----------- | ----- | --------- | --------- | --------- | ------ |
| Oro     | 2  | Justine Dufour-Lapointe | Canada      | 31"56 | 12,1      | 4,92      | 5,42      | 22,44  |
| Argento | 3  | Chloé Dufour-Lapointe   | Canada      | 31"71 | 12,1      | 4,20      | 5,36      | 21,66  |
| Bronzo  | 1  | Hannah Kearney          | Stati Uniti | 31"04 | 11,1      | 4,76      | 5,63      | 21,49  |
| 4       | 22 | Aiko Uemura             | Giappone    | 30"46 | 10,6      | 4,20      | 5,86      | 20,66  |
| 5       | 8  | Britteny Cox            | Australia   | 31"19 | 10,2      | 3,66      | 5,57      | 19,43  |
| 6       | 7  | Eliza Outtrim           | Stati Uniti | 31"49 | 9,9       | 4,02      | 5,45      | 19,37  |